# Franz-David Fritzmeier
Franz-David Fritzmeier (* 18. April 1980 in Bad Tölz) ist ein ehemaliger deutscher Eishockeyspieler sowie derzeitiger -trainer und -funktionär, der im Verlauf seiner Karriere unter anderem für die Adler Mannheim, Kassel Huskies, Revierlöwen Oberhausen, Nürnberg Ice Tigers, Iserlohn Roosters, Krefeld Pinguine und Füchse Duisburg in der Deutschen Eishockey Liga (DEL) gespielt hat. Seit Anfang 2025 ist Fritzmeier als Sportdirektor und seit Februar 2025 auch Cheftrainer bei den Iserlohn Roosters tätig.

## Spielerkarriere
Seine Profikarriere begann der Linksschütze in der Saison 1996/97 mit gerade 16 Jahren in der ersten Liga Süd beim SC Riessersee. Dabei kam er in 25 Einsätzen auf 3 Tore und 7 Punkte. Danach zog es ihn 1997 zurück zu seinem Heimatverein, dem EC Bad Tölz, wo er in 44 Zweitligaspielen 3 Tore und 10 Punkte verbuchen konnte. Auch in der Saison 1998/99 spielte er beim EC Bad Tölz und erreichte in 45 Spielen eine Bilanz von 3 Toren und 15 Punkten.
Anschließend wagte er den Schritt nach Übersee, wo er acht Spiele mit zwei Vorlagen für die Ottawa 67’s, die ihn beim CHL Import Draft 1999 als insgesamt 51. Spieler ausgewählt hatten, absolvierte. Doch schon während dieser Saison 1999/2000 zog es ihn zurück nach Deutschland, wo er sich den Mannheimer Jungadlern anschloss. Für diese kam er vorzugsweise in der Oberliga zum Einsatz, wo er in 39 Spielen 27 Tore und 47 Punkte erreichte. Außerdem wurde er für 7 Spiele in die Deutsche Eishockey Liga hochgezogen, hier blieb er ohne Punkte. Bis zu diesem Zeitpunkt hatte der Juniorennationalspieler insgesamt 23 Länderspiele bei Juniorenwelt- und Europameisterschaften mit 9 Toren und 13 Punkten absolviert.
Zur Saison 2000/01 schloss er sich dem EC Bad Nauheim an. Für das Team aus Hessen kam er 44 Mal in der 2. Liga zum Einsatz, schoss 4 Tore und erreichte 8 Punkte.

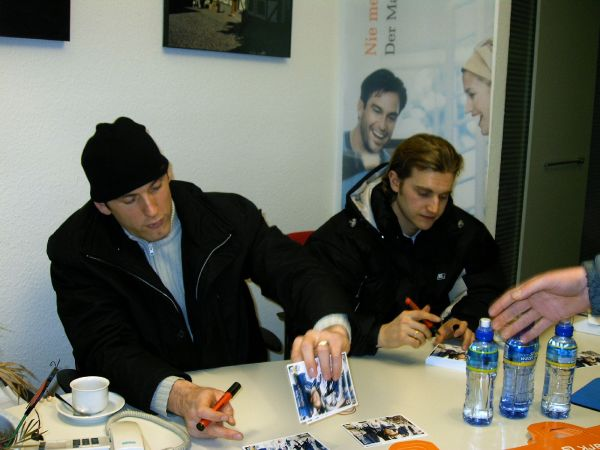
Fritzmeier (r.) und Roland Verwey bei einer Autogrammstunde 2004

Mit 21 Jahren unterschrieb einen Vertrag bei den Kassel Huskies in der DEL. Hier kam er in 10 Einsätzen auf keine Punkte und wurde so an die Revierlöwen Oberhausen abgegeben. Insgesamt spielte er 50 Mal für die Revierlöwen, schoss 2 Tore und gab 6 Torvorlagen für 8 Punkte bei einer +/- von +1. Zur Saison 2002/03 wechselte er zu den Nürnberg Ice Tigers. In 42 Partien, inklusive Play-offs, kam er auf 2 Tore und 8 Punkte bei einer +/- von +4.
Die Spielzeiten 2003/04 und 2004/05 verbrachte er bei den Iserlohn Roosters. In 52 Partien konnte er in der ersten Saison mit 5 Saisontoren und 9 Punkten jeweils die besten Daten seiner Karriere bis zu diesem Zeitpunkt erreichen. Zur Saison 2005/06 wechselte er mit dem Co-Trainer der Roosters Teal Fowler und seinem Mannschaftskollegen Roland Verwey zu den Krefeld Pinguinen. Sein Vertrag lief bis zum Ende der Saison 2005/06.
Im Oktober 2006 wurde sein Vertrag in beiderseitigem Einvernehmen aufgelöst, woraufhin sich Fritzmeier den Füchsen Duisburg anschloss. Nachdem er dort zu alt war, um mit einer Förderlizenz ausgestattet zu werden, wechselte er zum Kooperationspartner, zum Herner EV 2007. Dort war er neben seiner Funktion als Spieler auch im Management tätig. Er sollte sich bis 2009 um die Führung der dortigen Förderlizenzspieler kümmern, sowie als Scout tätig sein. Anschließend wechselte er wieder zu den Füchsen nach Duisburg, wo er als Kapitän in der Regionalliga spielte und 2011 seine Karriere beendete.

### International
Für den deutschen Nachwuchs spielte Fritzmeier zunächst bei der U18-Europameisterschaft 1997 und nach dem dort erlittenen Abstieg bei der U18-B-Europameisterschaft 1998, die er mit der Mannschaft gewinnen konnte. Mit der deutschen U20-Auswahl nahm er an den U20-B-Weltmeisterschaften 1999 und 2000 teil.

## Trainer- und Funktionärskarriere
2011 beendete er seine Spielerkarriere und wurde Co-Trainer der Füchse. Ende September verließ Andreas Lupzig den Verein und Fritzmeier wurde zum Cheftrainer befördert. Ab 10. Oktober 2014 war er Co-Trainer bei den Kölner Haien.
Anfang November 2015 wurde Fritzmeier Cheftrainer der Krefeld Pinguine und nutzte dabei eine Ausstiegsklausel seines Vertrages mit den Kölner Haien. Er wurde damit der jüngste Trainer der DEL-Geschichte. Am 19. Dezember 2016 wurde er in Krefeld entlassen. Zum Zeitpunkt der Trennung standen die Pinguine auf dem letzten Tabellenrang.
Am 21. Dezember 2017 trat er das Amt des Sportdirektors der Löwen Frankfurt in der DEL2 an. Ab Mitte März 2018 bis April 2018 war er neben seinem Amt als Sportdirektor auch Cheftrainer der Löwen. Anschließend agierte er weiter als Sportdirektor, ehe er im Dezember 2020 erneut parallel das Amt des Cheftrainers übernahm. Auch in der Saison 2023/24 stand er nach der Entlassung von Cheftrainer Matti Tiilikainen ein weiteres Mal als Interimscoach an der Bande der Frankfurter. Nach der Spielzeit trennten sich die Löwen von Fritzmeier.
Seit Anfang 2025 ist Fritzmeier Sportdirektor bei den Iserlohn Roosters. Im Februar 2025 übernahm er zusätzlich den Posten des Cheftrainers.

## Erfolge und Auszeichnungen
- 1998 Goldmedaille bei der U18-B-Europameisterschaft 1998

## Karrierestatistik
(Legende zur Spielerstatistik: Sp oder GP = absolvierte Spiele; T oder G = erzielte Tore; V oder A = erzielte Assists; Pkt oder Pts = erzielte Scorerpunkte; SM oder PIM = erhaltene Strafminuten; +/− = Plus/Minus-Bilanz; PP = erzielte Überzahltore; SH = erzielte Unterzahltore; GW = erzielte Siegtore; 1 Play-downs/Relegation; Kursiv: Statistik nicht vollständig)

## Familie
Franz-David Fritzmeier ist der Sohn des ehemaligen Eishockeyspielers, -trainers und -funktionärs Franz Fritzmeier senior.